# Igor Vori
Igor Vori (ur. 20 września 1980 w Sesvete) – chorwacki piłkarz ręczny grający na pozycji obrotowego, reprezentant kraju, mistrz olimpijski z Aten. Od sezonu 2013/14 występuje we francuskiej Division 1, w drużynie Paris Saint-Germain Handball.

## Kariera
Mierzący 202 cm wzrostu zawodnik jest wychowankiem RK Zagrzeb. W seniorskim zespole debiutował w sezonie 1997/1998. Od 2001 przez dwa lat występował w lidze włoskiej, od 2003 ponownie był graczem klubu z Zagrzebia. W 2005 podpisał kontrakt z Barceloną, jednak w 2007 po raz trzeci został piłkarzem R.K. Zagrzeb. Wielokrotnie zdobywał z tym klubem tytuły mistrza Chorwacji, z Barceloną zwyciężał w Hiszpanii.
W reprezentacji Chorwacji rozegrał około 100 spotkań. Oprócz złota igrzysk olimpijskich wywalczył także złoty (2003) i srebrny (2005) medal mistrzostw świata oraz srebro mistrzostw Europy (2008). W 2009 roku wywalczył srebrny medal mistrzostw Świata, rozgrywanych w Chorwacji. Jeden z nielicznych zdobywców czerwonej kartki” w finale mistrzostw, otrzymanej po udawaniu rzutu w twarz sędziego. Na zakończenie został wybrany jako MVP turnieju, a także do siódemki gwiazd jako najlepszy obrotowy.
Od sezonu 2009/2010 broni barw niemieckiego HSV Hamburg.
Został wybrany do najlepszej siódemki świata 2009 roku przez magazyn „L’Équipe”.
Dwukrotny wicemistrz Europy z 2008 r. w Norwegii i z 2010 r. z Austrii. Podczas ME w 2010 r. Chorwaci zostali pokonani w wielkim finale przez Francję 25:21. Na zakończenie turnieju został wybrany do Siódemki gwiazd jako najlepszy obrotowy.
W 2010 r. zdobył z Hamburgiem puchar Niemiec, a także wicemistrzostwo Niemiec.
Sezon 2010/2011 rozpoczął od zwycięstwa w meczu o Superpuchar Niemiec, pomiędzy Hamburgiem a THW Kiel. Sezon zakończył z mistrzostwem Niemiec oraz brązowym medal Ligi Mistrzów. Sezon 2011/2012 nie był udany dla drużyny z Hamburga. Razem z reprezentacją wywalczył dwa medale, brązowy mistrzostw Europy rozgrywanych w Serbii oraz brązowy igrzysk olimpijski. W styczniu 2013 Igor świętował kolejny sukces, a mianowicie 3. miejsce mistrzostw Świata, które odbyły się w Hiszpanii. Na zakończenie sezonu klubowego odniósł zwycięstwo w Lidze Mistrzów. Od sezonu 2013/14 postanowił przenieść się do Francji, występuje w drużynie Paris Saint-Germain Handball.

## Osiągnięcia

### klubowe
- 1998, 1999, 2000, 2004, 2005, 2008, 2009: mistrzostwo Chorwacji
- 1998, 1999, 2000, 2005, 2008, 2009: Puchar Chorwacji
- 2002, 2003: mistrzostwo Włoch
- 2003: Puchar Włoch
- 2006, 2007: mistrzostwo Hiszpanii
- 2006, 2007: Puchar Ligi ASOBAL
- 2006, 2007: Superpuchar Hiszpanii
- 2009, 2010: superpuchar Niemiec
- 2010: puchar Niemiec
- 2010: wicemistrzostwo Niemiec
- 2011: mistrzostwo Niemiec
- 2011, 2016: brązowy medal Ligi Mistrzów
- 2013: zwycięstwo w Lidze Mistrzów

### reprezentacyjne
- 2003: mistrzostwo świata (Portugalia)
- 2004: złoty medal igrzysk olimpijskich (Ateny)
- 2005: wicemistrzostwo świata (Tunezja)
- 2008: wicemistrzostwo Europy (Norwegia)
- 2009: wicemistrzostwo świata (Chorwacja)
- 2010: wicemistrzostwo Europy (Austria)
- 2012: brązowy medal mistrzostw Europy (Serbia)
- 2012: brązowy medal igrzysk olimpijskich (Londyn)
- 2013: brązowy medal mistrzostw świata (Hiszpania)

## Nagrody indywidualne
- 2004: odznaczony nagrodą im. Franjo Bučara
- 2009: MVP mistrzostw świata (Chorwacja)
- 2009: najlepszy obrotowy mistrzostw świata (Chorwacja)
- 2010: najlepszy obrotowy mistrzostw Europy (Austria)